# Molat (település)
Molat (olaszul: Melada) falu Horvátországban Zára megyében. Közigazgatásilag Zárához tartozik.

## Fekvése
Zárától légvonalban 30 km-re északnyugatra, Pagtól légvonalban 29 km-re délnyugatra a Molat-sziget délkeleti részén fekszik.

## Története
A falu területe akárcsak Molat-sziget már ősidők óta lakott. Ezt igazolja számos, elsősorban a paleolitikumból származó régészeti lelet, melyek egy részét a zárai régészeti múzeumban őrzik. A római korból nem maradt megbízható adat a sziget lakott voltáról. Nem maradtak fenn római eredetű földrajzi nevek csak egy tenger alatti lelőhely a kis Tovarnjak-szigetnél és a Zorljevica kőbánya tanúsítja az itteni római jelenlétet. Molat első írásos említése a 7. században történt. Neve a latin „mel” (méz) szóból származik, amelyből „Melita”, „Melada”, „Molat” alakban fejlődött ki a mai horvát név. A 10. században betelepülő horvátok lényegében átvették a latin nevet. A név onnan ered, hogy a sziget egykor messze földön híres volt méztermeléséról.
Molat szigete a horvátok érkezésétől a velencei uralom kezdetéig 1409-ig Zára városához tartozott, amely 1151-ben a zárai Szent Krizogon (Krševan) bencés kolostornak adományozta. A bencések a későbbiekben is fontos szerepet játszottak a sziget fejlődésében. Egy 1321-ben készített régi térkép ábrázolja Sveta Marija kereskedelmi kikötőjét a mai Lučinát, amely az egyik fontos kikötőhely volt az Isztriából és Osorról Zárába vezető hajóúton. 1381-ből fennmaradt egy dokumentum, amely a molati méz Zárában történt eladásáról szól. Már ekkor állt Molaton a Szűz Mária templom. A mai Sarlós Boldogasszony plébániatemplomban a főoltár előtti lépcsőbe az 1479-es évszám látható bevésve. A középkorban építették a Szent Pál templomot, valamint a már a 13. században említett Szent András kolostort is. Miután Velence 1409-ben elfoglalta Zárát a szigetek is fennhatósága alá kerültek. Az 1421-es zárai kataszter szerint Molatot 1422 líráért a Zadulin családnak adták bérbe, majd 1464-ben a Detrišić (Detrico) család bérelte ki 1830 velencei líráért. 1539-től a szigetnek különböző bérlői voltak, de török háborúk miatt birtoklásuk időnként bizonytalan volt. Molat plébániáját 1581-ben alapították. Anyakönyveit 1651-től vezetik, 1822-ig glagolita írással, majd olaszul, végül a 20. századtól horvátul. A 16. és 17. században a sziget gyéren lakott volt. A csekély lakosságot törökön kívül az uszkók kalózok is támadták és fosztogatták. Még 1684-ben is húsz molati lakost hurcoltak török kalózok rabságba. A 19. század elején amikor Dalmácia francia uralom alá került a törököket angol szolgálatban álló kalózok váltották fel, akik szintén többször támadták a szigetet. A kalózokon kívül a lakosságnak a Zárának és a Zára által nyakukba ültetett nagybirtokosok által támasztott terhekkel is szembe kellett néznie. 1615-ben a gróf még azt is megtiltotta, hogy földjeiken kívül más vagyont tartsanak, 1624-ben pedig a szabad favágást tiltotta meg 25 dukát büntetés megfizetésének terhe mellett. 1640-ben az olasz Lantana kereskedőcsalád vásárolta meg a szigetet amely még kegyetlenebbül bánt a lakossággal. Az elnyomás ellen a lakosság számos panaszt emelt, de azok eredménytelenek maradtak. Amíg a lakosság kemény adókat fizetett a termények, a halászat és az állattartás jövedelmei után a Lantana család egyre gazdagodott. Végül a 19. század második felében a szigetet eladták a Abelić családnak. Petar Abelić fia Kazimir a szigetet húga fiainak adta át így került az olasz Gozzetti család tulajdonába. Molat falunak 1857-ben 400, 1910-ben 546 lakosa volt. Iskoláját 1880-ban alapították, de a kis számú tanuló miatt 1964-ben bezárták.
Az első világháborút követően előbb a Szerb-Horvát-Szlovén Királyság, majd Jugoszlávia része lett. 1933-ban megnyílt a helyi könyvtár és olvasókör, mely ma is működik. Lakossága különösen az 1970-es években csökkent jelentősen, amikor a fiatalok közül sokan a nagyobb ipari városokba, Zárára és Fiumére költöztek, míg mások a könnyebb kenyérkereset reményében Amerikába, Ausztráliába vándoroltak ki. A második világháború után a férfiak közük sokan mentek tengerésznek. A rabi mészgyártás kiépítéséig 1964-ig a lakosság egy része mészégetéssel is foglalkozott és az itteni mészégetők híresek voltak.
Az 1950-es években a halászat is fellendült, bár hagyományok hiányában nem fejlődött a legjelentősebb gazdasági ággá. Jószerivel csak a kikapcsolódás és a saját szükségletek kielégítésére korlátozódott. Mára a mezőgazdaság és az állattartás is szinte teljesen megszűnt. A lakosság számának csökkenése tovább folytatódott, de a csökkenés az utóbbi években megállt. A falunak 2011-ben 107 lakosa volt.

## Lakosság

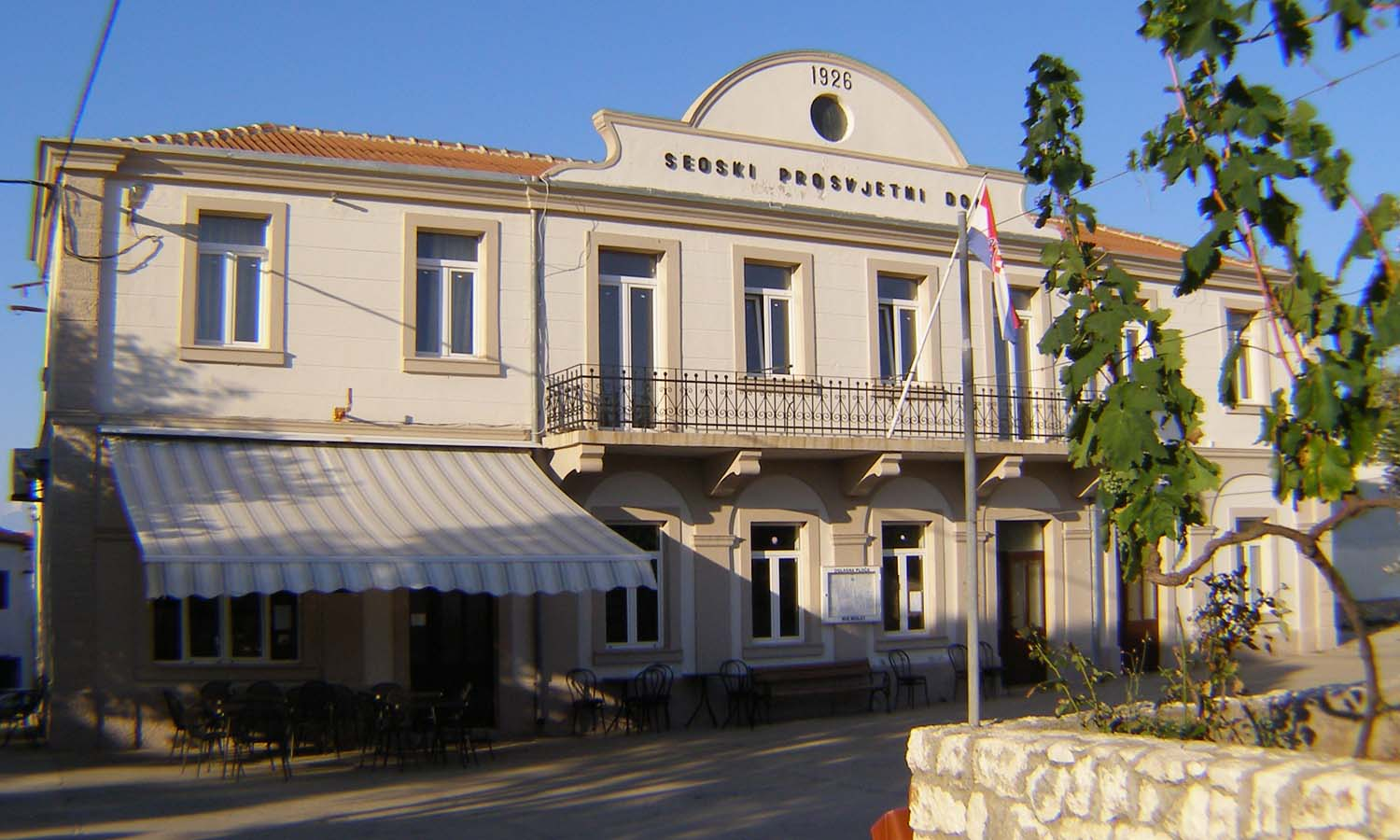
A molati művelődési ház

| Lakosság változása | Lakosság változása | Lakosság változása | Lakosság változása | Lakosság változása | Lakosság változása | Lakosság változása | Lakosság változása | Lakosság változása | Lakosság változása | Lakosság változása | Lakosság változása | Lakosság változása | Lakosság változása | Lakosság változása | Lakosság változása |
| ------------------ | ------------------ | ------------------ | ------------------ | ------------------ | ------------------ | ------------------ | ------------------ | ------------------ | ------------------ | ------------------ | ------------------ | ------------------ | ------------------ | ------------------ | ------------------ |
| 1857               | 1869               | 1880               | 1890               | 1900               | 1910               | 1921               | 1931               | 1948               | 1953               | 1961               | 1971               | 1981               | 1991               | 2001               | 2011               |
| 400                | 420                | 409                | 466                | 560                | 546                | 546                | 504                | 467                | 424                | 335                | 247                | 135                | 114                | 96                 | 107                |

## Nevezetességei
- A Sarlós Boldogasszony tiszteletére szentelt plébániatemploma a 14. században épült, de a főoltár előtti lépcsőbe az 1479-es évszám látható bevésve. A templom egyhajós épület sekrestyével és három márvány oltárral. A főoltáron áll Szűz Mária és Szent Erzsébet fából faragott szobra. A két mellékoltár Jézus Szentséges Szíve (gipszből készített Jézus szoborral) és a Rózsafüzér Királynője (fából faragott Szűzanya szoborral) tiszteletére van szentelve. Két kőből faragott szenteltvíz tartója a falba van beépítve. Harangtornyában két harang található.[3]
- A Kármelhegyi Boldogasszony tiszteletére szentelt kápolnája 1769-ben épült. Az oltár menzája felett három niche (falmélyedés tárgyak elhelyezésére) látható benne a Kármelhegyi Boldogasszony, Szent Mátyás apostol és Borromei Szent Károly kis méretű szobraival. A harangtoronyban egy nagyon régi, 1534-ben öntött harang található.[3]
- A plébániaházat 1840-ben építették. A temető a falutól nyugatra található.
- A Jazi-öböl mellett a második világháború idején koncentrációs tábor működött, ahol 1942 és 1943 között több mint 10 000 rabot tartottak fogva.[7] A fogvatartottak többnyire Zára és Sibenik tágabb vidékéről érkeztek, beleértve a szárazföldet és a szigeteket. A tábor területét szögesdróttal kerítették körbe és öt őrtorony védte, amelyek ma is láthatók. A táborban tizenkét fa barakk volt, amelyek alapjai fennmaradtak és ma is jól láthatók. A tábor közepén kút található. A komplexum központi épülete a parancsnoki épület, amelyet emlékmúzeummá alakítanak át.